# Liste von Feldbahnen in Mexiko
In der Liste von Feldbahnen in Mexiko werden mexikanische Feldbahnen aufgeführt (sortiert nach Bundesstaaten):
| Feldbahn                                                                                           | Gleise                            | Bundesstaat            | Gesamtlänge   | Traktion           | Anmerkungen |
| -------------------------------------------------------------------------------------------------- | --------------------------------- | ---------------------- | ------------- | ------------------ | --- |
| Pichucalco                                                                                         |                                   | Chiapas                | 5 km          | Zugtiere           | Städtische Bahn |
| Compañía Nacional Salinera de Viesca                                                               |                                   | Coahuila               | 10 km         | Zugtiere           | Privatbahn |
| Von San Pedro zu den Haziendas von San Lorenzo und Bolívar                                         |                                   | Coahuila               | 7 km          | Zugtiere           | Privatbahn |
| Hacienda de Hornos a Viesca                                                                        |                                   | Coahuila               | 23 km         | Dampf              | Diese Eisenbahnlinie war mit einer 3 km langen Strecke nach Viesca verbunden. Die Konzession wurde der Regierung des Bundesstaates Coahuila gewährt. |
| Cazadero a San Pablo                                                                               |                                   | Durango                | 60 km         | Dampf              | |
| Vom Bahnhof la Palma der mexikanischen Staatsbahnen zu den Haziendas von Tetepantla und Exquitlán  |                                   | Estado de México       | 5 km          | Zugtiere           | Privatbahn |
| Vom Pueblo de Nopaltepec zur Hacienda de Tecaltepec                                                |                                   | Estado de México       | 3 km          | Zugtiere           | Privatbahn |
| Hacienda de Hueyapam am Bahnhof Otumba der mexikanischen Staatsbahnen                              |                                   | Estado de México       | 10 km         | Zugtiere           | Privatbahn |
| Haciendas, Tepa und Cuautengo                                                                      |                                   | Estado de México       | 11 km         | Zugtiere           | |
| Celaya a Santa Cruz                                                                                |                                   | Guanajuato             | 30 km         | Zugtiere           | |
| Hacienda de San Antonio Ometusco                                                                   |                                   | Hidalgo                | 8 km          | Zugtiere           | |
| Hacienda de Tepa                                                                                   | Fliegendes Gleis                  | Hidalgo                |               | Zugtiere           | |
| Tranvía de don Manuel Llamosa                                                                      |                                   | Hidalgo                |               | Dampf              | Decauville-Dampflokomotive, 1902 |
| Hacienda de Tlalayotla – Bahnhof Apam                                                              |                                   | Hidalgo                | 11 km         | Zugtiere           | |
| Ciudad Guzmán a Palos Verdes                                                                       |                                   | Jalisco                | 18 km         | Zugtiere           | |
| Cía. Azucarera del Ingenio Bellavista, Municipio de Acatlán de Juárez                              |                                   | Jalisco                |               |                    | Die Cía Azucarera del Ingenio Bellavista liegt etwa 40 km von Guadalajara, auf einer Höhe von 1350 m ü.d.M., in der Gemeinde Acatlán de Juárez, Jalisco. Die Anlage wurde wohl von Don Nicolás Remus im Jahr 1910 installiert und 1911/12 in Betrieb genommen. |
| Feldbahn von Guadalajara                                                                           | 500 mm                            | Jalisco                | 5,5 km        | Dampf              | Decauville-Lokomotive N° 297/1899 |
| Calle Gealti N° 29, in Tacubaya                                                                    | 600 mm                            | Mexico City            | 1,6 km        | Dampf              | Privatbahn von Fernando de Teresa mit 5 PS B n2t Arnold Jung (Nr. 255/1896) und 30 PS 2'B n2t Baldwin Susana |
| Los Reyes de Salgado                                                                               |                                   | Michoacán              | 9.758 km      |                    | Relinas Decauville nach Los Reyes und Slinas |
| Hacienda de la Buena Vista                                                                         | 600 mm                            | Morelos                | 2 km          | Zugtiere           | Privatbahn von Herederos de Benito Arena |
| Tranvías de Cuernavaca                                                                             | 914 mm                            | Morelos                | 5 km          | Zugtiere           | Stadtbahn |
| Hacienda de El Hospital                                                                            | 914 mm                            | Morelos                | 35 km         | Dampf              | Privatbahn von Vicente Alonso |
| Fierro del Toro                                                                                    |                                   | Morelos                | 1 km          | Dampf              | Privatbahn |
| Hacienda de El Puente                                                                              | 700 mm                            | Morelos                | 3 oder 7 km   | Zugtiere           | Privatbahn von María I. de Diez de Sollano |
| Hacienda de Jojutla                                                                                | 600 mm                            | Morelos                | 4,67 km       | Zugtiere und Dampf | Privatbahn |
| Hacienda de San Diego Atlihuayán                                                                   | 600 mm                            | Morelos                | 15 km         | Dampf              | Privatbahn von Hijos de Antonio Escandón |
| Hacienda de San Nicolás                                                                            | 600 mm                            | Morelos                | 13 km         | Dampf              | Privatbahn von Juan Pagaza |
| Haciendas de San Vicente und Anexas                                                                | Fliegendes Gleis, 700 mm          | Morelos                | 20 oder 32 km | Dampf              | Henschel & Sohn Dampflokomotive Tita der Haciendas de San Vicente und Anexas Privatbahn, Testamentaría de Delfín Sánchezn |
| Hacienda de Santa Cruz                                                                             |                                   | Morelos                | 5 km          | Zugtiere           | |
| Hacienda de Santa Inés                                                                             | 600 mm                            | Morelos                | 17 km         | Zugtiere           | Privatbahn von María Escandón de Buch |
| Hacienda de Temixco                                                                                | 600 mm                            | Morelos                | 27 oder 32 km | Dampf              | Privatbahn von Ramón Fernández |
| Hacienda de Tenango                                                                                | 914 mm                            | Morelos                | 2 oder 3 km   | Zugtiere           | Privatbahn von Luis Gabriel Pimentel |
| Hacienda de Tenextepango                                                                           | 600 mm                            | Morelos                | 8 oder 18 km  | Dampf              | Privatbahn von Ignacio de la Torre |
| Hacienda de Tenayo                                                                                 | 914 mm                            | Morelos                | 3.5           | Zugtiere           | [ 4 ] [ 5 ] |
| De Tres Marías                                                                                     | 700 mm                            | Morelos                | 7 km          | Zugtiere           | Privatbahn |
| Hacienda Vista Alegre de Santa Cruz                                                                |                                   | Morelos                | 4 km(1909)    | Zugtiere           | 8 Wagen |
| Von Cerro am Bahnhof Tepeaca der Ferrocarril Mexicano del Sur                                      |                                   | Puebla                 | 2 km          | Zugtiere           | Privatbahn |
| Hacienda de Raboso                                                                                 | Fliegendes Gleis                  | Puebla                 | 7 km          | Zugtiere           | |
| Hacienda Guadalupe                                                                                 |                                   | Puebla                 | 30 km         | Dampf              | 914 mm Spurweite |
| Hacienda de San Nicolás, einschließlich der Strecke zum Bahnhof Mier der Ferrocarril Interoceánico |                                   | Puebla                 | 20 km         | Dampf              | |
| Hacienda de Tatetla                                                                                | Fliegendes Gleis                  | Puebla                 | 11 km         | Zugtiere           | |
| Haciendas de Colón und Rijo                                                                        | Fliegendes Gleis                  | Puebla                 | 5 km          | Zugtiere           | |
| Acámbaro a Querétaro                                                                               |                                   | Querétaro y Guanajuato | 125 km        | Dampf              | |
| Decauville-Bahn Vigía Chico–Santa Cruz                                                             |                                   | Quintana Roo           | 57 km         | Dampf              | |
| De Agua Buena                                                                                      |                                   | San Luis Potosí        | 7 km          | Zugtiere           | Privatbahn |
| De la Estación Jesús María a la hacienda del mismo nombre                                          |                                   | San Luis Potosí        | 1 km          | Zugtiere           | Privatbahn |
| Hacienda del Gogorrón                                                                              |                                   | San Luis Potosí        | 4 km          | Zugtiere           | |
| Cobos-Furbero                                                                                      | Fest verlegt auf Holzschwellen    | Veracruz               | 82 km         | Dampf und Benzin   | Privatbahn der Oil Fields of Mexico Company |
| Hacienda de Cuautlapa                                                                              | Fliegendes Gleis                  | Veracruz               | 8 km          | Zugtiere           | Privatbahn |
| Hacienda de El Xúchil a Texmalaca                                                                  | Fliegendes Gleis                  | Veracruz               | 15 km         | Zugtiere           | Privatbahn |
| Hacienda de Jalapilla                                                                              | Fliegendes Gleis                  | Veracruz               | 8 km          | Zugtiere           | |
| Hacienda de San Antonio                                                                            | Fliegendes Gleis                  | Veracruz               | 6 km          | Zugtiere           | |
| Haciendas de San Francisco und Toxpam                                                              | Fliegendes Gleis                  | Veracruz               | 5 km          | Zugtiere           | |
| Hacienda de San Miguelito                                                                          | Fliegendes Gleis                  | Veracruz               | 4 km          | Zugtiere           | |
| Hacienda de Tocuila                                                                                | Fliegendes Gleis                  | Veracruz               | 3 km          | Zugtiere           | |
| Hacienda de Tuxpango                                                                               | Fliegendes Gleis                  | Veracruz               | 8 km          | Zugtiere           | |
| Hacienda de Tuzamapam                                                                              |                                   | Veracruz               | 8 km          | Zugtiere           | |
| Hacienda de Zimpizahua                                                                             |                                   | Veracruz               | 9 km          | Zugtiere           | |
| Hacienda el Jazmín                                                                                 | Fliegendes Gleis                  | Veracruz               | 3 km          | Zugtiere           | |
| Hacienda San Antonio Yaxché de Peon in Xtul                                                        |                                   | Yucatán                | 25 km         |                    | Familie Peón |
| Hacienda Timul bei San Benito, Ixil                                                                |                                   | Yucatán                | 15,5 km       |                    | Familie Campos |
| Hacienda San Eduardo Puslúm in Miramar                                                             |                                   | Yucatán                | 12,5 km       |                    | Familie Ortega |
| Hacienda San Francisco Manzanilla in Mina de Oro                                                   |                                   | Yucatán                | 15 km         |                    | Familie Manzilla |
| Halachó a Santa Cruz                                                                               |                                   | Yucatán                | 20 km         | Zugtiere           | |
| Hacienda Yaxcopoíl                                                                                 |                                   | Yucatán                |               |                    | |
| Privateisenbahnen in vielen Haciendas                                                              |                                   | Yucatán                | 1356 km       | Zugtiere           | |
| Puerto Morelos – Leona Vicario                                                                     | Decauville-Gleis und fest verlegt | Yucatán                | 40 km         | Zugtiere           | [ 9 ] [ 10 ] |